# ریزرو اسکوایر
ریزرو اسکوایر (به انگلیسی: Reserve Square) مجموعه ای از دو آسمان خراش با کاربردهای مختلط از مجتمع آپارتمانی در مرکز شهر کلیولند، اوهایو، ایالات متحده است. هر دو ساختمان دارای ۲۳ طبقه هستند و ۲۶۶ فوت (۸۱ متر) ارتفاع دارند. این مجموعه بلافاصله در غرب برجهای مسکونی ارشد اداره مسکن کلانشهر بزرگ کویاهوگا (به انگلیسی: Cuyahoga)، برجهای بون، واقع شده‌است.
این مجتمع در ابتدا به نام پارک سنتر (به انگلیسی: The Park Center) نامیده می‌شد و طرح توسعه پروژه اریویو (به انگلیسی: Erieview Plan) بود. یکی از اهداف این پروژه ایجاد مناطق مسکونی در مرکز شهر کلیولند بود، اگر چه تا دهه ۱۹۷۰ با تکمیل برج در اریویو، یک اریویو پلازا و ریزرو اسکوایر تنها بخشی از این اهداف حاصل شد.

## تاریخچه
برج غربی در سال ۱۹۶۹ و برج شرقی در ۱۹۷۳ ساخته شده‌است. این کارخانه توسط شرکت معماری Cleveland Dalton-Dalton-Newport-Little طراحی شده‌است که در آن زمان یکی از برجسته‌ترین شرکت‌های جهان بود، به حدی که در سال ۱۹۸۴، دالتون توسط URS Corp سان فرانسیسکو خریداری شد. طراحی بیرونی تحت تأثیر توسعه مسکن عمومی لوکوربوزیه ،اونیته دبیتاسیون، بود. طراحی ساختمانی که برای فضای داخلی آن و نیز حداقل ردپای آن در سطح زمین به لحاظ زمین مورد نیاز، برجسته بود. رویکردهای زیبایی شناختی با استفاده از ویژگی‌های سیمان خام، به معماری زبره کاری نزدیک می‌شود، گرچه کمی ناخالص تر از آن سبک است. برج غربی برای سالهای متمادی دارای یک سوئیت هتل سفارت بود، تا اینکه در سال ۲۰۱۲ بسته شد و به آپارتمان‌ها تبدیل شد.
استودیوهای پخش ایستگاه‌های تلویزیونی کلیولند، WOIO و WUAB (که هر دو متعلق به Raycom Media از مونتگومری، آلاباما بودند و از آن زمان توسط تلویزیون گری (به انگلیسی: Gray Television)خریداری شده‌است) در طبقه اول ساختمان قرار دارند. آنها حداقل از سال ۱۹۹۴ که به عضویت CBS در کلیولند درآمدند، در برج حضور داشتند.
گروه کی اند دی ویلووگبی، اوهایو (به انگلیسی: K & D Group of Willoughby, Ohio) در اوت ۲۰۰۵، این آپارتمان را با قیمت ۳۶ میلیون دلار خریداری کرد و هتل را در ماه دسامبر با قیمت ۵٫۱ میلیون دلار خریداری کرد.